# Ursula Bankroth
Ursula Bankroth (* 6. Dezember 1941 in Magdeburg) ist eine deutsche Malerin und Grafikerin.

## Leben und Werk
Ursula Bankroth erreichte 1958 die mittlere Reife und machte eine Lehre als Damenmaßschneiderin. Von 1961 bis 1964 studierte sie Gebrauchsgrafik an der Fachschule für Angewandte Kunst in Magdeburg und Berlin. Anschließend studierte sie von 1964 bis 1969 Malerei an der Hochschule für Bildende Künste Dresden bei Jutta Damme und Rudolf Bergander.
Seit 1969 arbeitet Ursula Bankroth freischaffend, bis 1990 als Mitglied des Verbands Bildender Künstler der DDR. Ein Schwerpunkt ihrer künstlerischen Arbeit ist die Darstellung der kargen Kammlandschaft in Fürstenau. In ihren Gemälden, Gouachen und Monotypien hält sie Typisches davon fest, die schmalen, gewundenen Flächen, begrenzt von Steinrücken sowie das Spiel der Farben in den verschiedenen Jahreszeiten.
Von 1971 bis 1973 hatte sie eine Aspirantur an der Hochschule für Bildende Künste Dresden. Von 1973 bis 2012 arbeitete sie in Fürstenau. 1993 nahm sie eine Lehrtätigkeit als künstlerische Assistentin an der Hochschule für Bildende Künste Dresden an.
Ursula Bankroth lebt im Preußischen Viertel in Dresden. Sie war mit dem Maler, Grafiker, Fotografen und Keramiker Bernd Bankroth verheiratet.
Arbeiten Ursula Bankroths wurden in der DDR von Betrieben und Institutionen, u. a. der Stadtverwaltung Dresden, angekauft.

## Öffentliche Sammlungen mit Werke Ursula Bankroths
- Dippoldiswalde: Lohgerber Museum & Galerie Dippoldiswalde[1]

- Dresden: Sächsischer Kunstfonds[2]

## Ausstellungen (unvollständig)

### Einzelausstellungen
- 1976: Kunstausstellung Kühl (mit Rudolf Letzig und Werner Schubert-Deister)
- 1980: Dresden, Galerie Nord (Malerei, Monotypien)
- 1980: Potsdam, Kleine Galerie im Keller (mit Bernd Bankroth)
- 1981: Erfurt, Galerie erph (Malerei)
- 1983: Rostock, Galerie am Boulevard (Gouachen, Monotypien)
- 1988: Dresden, Kunstausstellung Kühl (Malerei, Grafik)
- 1991: Dresden, Galerie Nord („Sächsischen Landschaften 1989 – 1991. Malerei, Gouache“)
- 1999: Dresden, Regierungspräsidium („Sächsische Landschaft und Porträt. Malerei, Zeichnung“)
- 2020: Schellerhau, Galerie Heimatstuben (Landschaften und Porträts)

### Ausstellungsbeteiligungen
- 1972, 1974, 1979 und 1985: Dresden, Bezirkskunstausstellungen
- 1974/1975: Frankfurt/Oder, Galerie Junge Kunst („Junge Künstler '74. 1. Ausstellung junger bildender Künstler der DDR“)
- 1980: Leipzig, Galerie am Sachsenplatz („Gouachen und Temperablätter von Künstlern der DDR“)